# Régis Lefort
Pour les articles homonymes, voir Lefort.
Œuvres principales
- L'originel dans l'œuvre d'Henry Bauchau, 2007
- Étude sur la poésie contemporaine, 2014

Compléments
Agrégé de Lettres modernes
Maître de Conférences (Université Aix Marseille)
Régis Lefort est un poète et écrivain français né à Bayonne (Pyrénées-Atlantiques) le 5 juillet 1962.

## Biographie
Après un baccalauréat scientifique, Régis Lefort, devient instituteur en 1983 et fait ses études de lettres tout en travaillant de 1994 à 2013. Il obtient successivement sa licence puis sa maîtrise de lettres modernes en 1997 avec un premier travail de recherche sur l’œuvre de René Crevel, sous la direction de Christine Van Rogger Andreucci. Suivent un CAPES, l'agrégation et un DEA de lettres modernes (années 1998-2000). Le tout couronné, en 2003, d'une thèse sur l'œuvre d'Henry Bauchau, dirigée par Christine Van Rogger Andreucci.
En 2008, il est nommé maître de conférence à l'université d'Aix-Marseille et obtient, en 2013, son habilitation à diriger les recherches, sous la direction de Béatrice Bonhomme.
Régis Lefort publie régulièrement dans la revue Nu(e). 
Maître de conférences spécialisé en poésie contemporaine, son enseignement porte aussi bien sur la langue que sur la littérature :
- poésie moderne et contemporaine ;
- langue, stylistique, explication de textes, didactique, rhétorique
- pédagogie : langage, lecture, grammaire, conjugaison, orthographe, production d’écrit...

Il est animateur d'ateliers d'écriture poétique en partenariat avec le cipM et à l'université du temps libre de Marseille.
Parmi ses nombreuses autres activités, il est membre du comité de lecture du Fond Henry Bauchau et de la revue Nu(e) dirigée par Béatrice Bonhomme et Hervé Bosio, et contribue à des recensions d'ouvrages au site Poezibao.

## Publications
Régis Lefort est auteur d'une centaine d'articles dans des revues nationales et internationales, des actes de colloques, séminaires et conférences.

### Poèmes
- Des matins fous d’étendue de désert et de mer, Nice, Éditions Nu(e), 2011
- Chant contre, Saint-Benoît-du-Sault, Anthologie Triages, Éditions Tarabuste, 2012
- Onze, Bandol, Éditions de Vallongues, 2012
- Louve, Saint-Benoît-du-Sault, Éditions Tarabuste, 2016
- D'UNE, Saint-Benoît-du-Sault, Éditions Tarabuste, 2019
- Il, et sa nuit, Crux-la-Ville, Éditions la Tête à l'envers, 2020
- Détroit,  Saint-Benoît-du-Sault, Éditions Tarabuste,2021.
- Elle suivait le vent, Crux-la-Ville, Éditions la Tête à l'envers, 2022
- Où bascule, Saint-Benoît-du-Sault, Éditions Tarabuste, 2023.
- Des arbres, Paris, Éditions Gallimard, 2023.

### Récits, romans
- Le Canal, CreateSpace Independent Publishing Platform, 2013
- Des tulipes jaunes, je ne saurais jamais pourquoi, Aix-en-Provence, Éditions d’À Côté, 2016

### Essais
- L’originel dans l’œuvre d’Henry Bauchau, Paris, Honoré Champion, 2007
- Étude sur la poésie contemporaine. Des affleurements du réel à une philosophie du vivre, Paris, Classiques Garnier, 2014[4]
- Bernard Vargaftig, Esthétique du renversement, Leiden, Brill/ Rodopi, 2019.

### Ouvrages en collaboration
- La littérature de jeunesse, Itinéraires d’hier à aujourd’hui (dir. Denise Escarpit), (chapitres « La poésie pour la jeunesse » et « Le théâtre pour la jeunesse »), Paris, Magnard, 2008
- Mémento du Rédacteur professionnel, Aix-en-Provence, PUP, 2014
- Être enseignant au collège en français, Paris, Canopé, 2018.

### Articles dans revues internationales

#### Roman francophone
- « Une danse dans le silence ténu sur le Boulevard périphérique d’Henry Bauchau », in Myriam Watthee-Delmotte, Revue Internationale Henry Bauchau, L'écriture à l'écoute, n° 1, 2008
- « Le lecteur de fiction : Lazarre ou Narcisse », in Chantal Lapeyre-Desmaison, Lecteurs de fiction, Presses Universitaires de Toulouse, 2010
- « Des cendres au Soleil levant », in Jérémy Lambert et Myriam Watthee-Delmotte, Revue Internationale Henry Bauchau, n° 7, 2015

#### Poésie moderne et contemporaine
- « La poésie de James Sacré : “une façon d’attraper les mots / Qui fait bouger la tête comme ça” », in Emilio Araúxo, Amastra-N-Gallar n° 10, Saint-Jacques-de-Compostelle, Espagne, 2005
- « La fleur de poème » (sur Frédéric Jacques Temple), Loxias, n° 21, 2011[5]
- « Le deuil et l’élancement. Le langage et la mort dans le poème de Béatrice Bonhomme », in Peter Collier et Ilda Thomas, Béatrice Bonhomme, Le mot, la mort, l’amour, Berne : Éditions Peter Lang, 2013
- « Henry Bauchau : le temps du poème », Centenaire Henry Bauchau, Revue Internationale Henry Bauchau, n° 5, 2013
- « Gérard Titus-Carmel : Les lèvres et le regard », Textimage, 2013
- « De l'intime dans le poème d'Henry Bauchau », Francofonia n°66 (Bologne), Le discours autobiographique et francophone comme espace conflictuel, 2014
- « L'émotion, le réel et la langue » (Sur le poème de Gabrielle Althen), revue canadienne Dalhousie French Studies (Victor Koçay et Michael Bishop), 2014
- « La présence et le réel dans Du mouvement et de l’immobilité de Douve », Loxias, n° 50, 2015[6]
- La poésie de Stéphane Sangral, Ombre à dimensions n (Soixante-dix variations autour du Je), revue Recours au poème (Poésies & Mondes poétiques), 2016

### Articles dans revues nationales

#### Roman francophone
- « Henry Bauchau : Littérature et psychanalyse. L’île des statues anciennes », Esquisses n°25-26-27 (coordonnateur Samuel Nelken), Mérignac : IUFM d’Aquitaine, 2003
- « Pierre Jean Jouve / Henry Bauchau : la Petite X et l’enfant bleu », 2008[7]

#### Poésie moderne et contemporaine
- « Gaston Puel : le poème, le Mal », revue Nu(e), Nice, 2010
- « Le sacré dans la langue », Autour des poèmes d'Henry Bauchau, Autre Sud / Phœnix, n°2, 2011
- « Bernard Noël : Le corps du poème », revue Nu(e) N°49, Nice, 2011
- « Henry Bauchau : L'ampleur végétale de soi-même », revue Approches n°152, Gallimard, Paris, 2012
- « Christian Hubin : Articulations. », dans la revue Nu(e), 2013
- « Jean-Paul Michel : Une voix se démultiplie », revue Nu(e), numéro, 2014
- « L’essai sur la vie de Mao Zedong : une autobiographie de Mao », Nord, Lille, 2015
- « Philippe Lekeuche : Saluer le blanc », revue Nu(e), 2015
- « Le bonheur chez Henry Bauchau », in dictionnaire sur le Bonheur, 2016
- « Le bonheur chez Paul Éluard », in dictionnaire sur le Bonheur, 2016

#### Didactique et Littérature pour la jeunesse
- « De la tragédie au roman d’initiation : le cochon dans tous ses états », NVL-CRALEJ n°158, Bordeaux, 2005
- « La délicatesse de l’exaspération. Cédric Érard : Mémoires d’une sale gosse », NVL / CRALEJ n°165, Bordeaux, 2006
- « En relisant, en réécrivant », Le Français aujourd'hui n°160, 2008
- « Un album-poème : peut-être oui de Bernard Friot » NVL-CRALEJ n°170, 2007
- « Jacques Prévert en sa lanterne magique », NVL-CRALEJ n°172, 2007
- « La ville en poésie », NVL-CRALEJ n°173, 2008
- « Entretien avec Claude Cachin, illustrateur pour la jeunesse », NVL-CRALEJ n°175, 2008
- « JMG Le Clézio : Les mains de Naman », NVL-CRALEJ n°179, 2009
- « Littérature de jeunesse et philosophie », NVL-CRALEJ n°182, 2009
- Entretien avec Guillaume Le Touze, NVL-CRALEJ, 2010
- « Un coquelicot dans le poème. Variation sur Encore un coquelicot d'Alain Serres », NVL-CRALEJ n°188, 2011
- Entretien avec Sophie Ducharme à l'occasion de la parution de son roman "Illusion d'optique" Editions du chemin (Belgique), NVL-CRALEJ n°188, 2011
- « Le(s) poème(s) en prose de David Dumortier », NVL-CRALEJ, 2013
- « Jeanne Benameur : un roman d'initiation » (au sujet de Pas assez pour faire une femme), NVL-CRALEJ numéro spécial de NVL sur le genre, 2013
- « Les apports de NVL-Cralej pour la recherche et la diffusion de la poésie pour la jeunesse », (dir. Pierre Bruno), 2016